# Callispa himalayana
Callispa himalayana es un insecto coleóptero de la familia Chrysomelidae. Fue descrita científicamente por primera vez en 1993 por L Medvedev.